# Вача
Вача (болг. Въча, МФА: [ˈvətʃa]) — річка на півдні Болгарії, права притока Мариці.
Бере початок у Родопських горах, утворюється злиттям річок Широколашка та Буйновска. Має довжину 105 км, що робить її другою за величиною річкою, що бере свій початок у Родопах, після Арди. Пролягає виключно територією Болгарії, утворюючи живописну долину, впадає у Марицю.

## Каскад ГЕС
На річці функціонують наступні ГЕС: ГЕС Девін, ГЕС Цанков Камак, ГЕС-ГАЕС Орфей, ГЕС Крічим.
На Вачі розташовані дві дамби — Кричимська та Вацька, що утворюють відповідні водосховища, які використовуються для забезпечення питною водою міста Пловдива.
Головне місто на берегах Вачи — Девін.